# Isfija
Isfija (hebrejsky עספיא, arabsky عسفيا, v oficiálním přepisu do angličtiny Isifya, přepisováno též Ussefiya) je místní rada (malé město) v Izraeli, v distriktu Haifa, které bylo v letech 2003–2009 součástí města Ir Karmel.

## Geografie
Leží v nadmořské výšce 520 metrů v kopcovité a zalesněné krajině v pohoří Karmel, cca 75 kilometrů severovýchodně od centra Tel Avivu a cca 13 kilometrů jihovýchodně od Haify (nedaleko okraje její aglomerace).
Město je situováno na hlavní hřbet Karmelu, z nějž na obě strany spadají strmá údolí se sezónními vodními toky (vádí). Přímo u obce takto na jihozápad tečou vádí Nachal Nec, Nachal Chejk a Nachal Alon, která pak ústí do vádí Nachal Oren, na severovýchod vedou vádí Nachal Sevach a Nachal Jagur, na sever Nachal Nešer a na východ do Zebulunského údolí vede Nachal Chusejfa. Vzhledem k poloze v centrální části Karmelu se v okolí města rozkládají nejvyšší vrcholy celého pohoří. Zejména jde o horu Rom Karmel (546 m n. m.) na severozápadním okraji obce, se sousedními vrcholy Har Alon či Har Ela. Na severovýchodním okraji města stojí návrší Micpe Chusejfa.
Isfiji obývají arabsky mluvící izraelští Drúzové stejně jako sousední obec Dalijat al-Karmel. V okolní krajině ale převažuje židovské osídlení. Město je na dopravní síť napojeno pomocí místní silnice číslo 672.

## Dějiny
Vznikla na místě staršího byzantského osídlení. Našly se tu i stavební pozůstatky z křižáckého období. Kromě toho zde roku 1930 byly objeveny i zbytky židovského osídlení z 5. století zvaného Husifa. Nynější drúzská vesnice byla založena počátkem 18. století. Obyvatelé se živili pěstováním oliv, citrusů a produkcí medu. V obci se nachází drúzská hrobka Abú Abdaláha.
Po roce 1948 se Isfija rozrůstala a roku 1951 získala dosavadní vesnice status místní rady (menšího města).
Roku 2003 byly obce Dalijat al-Karmel a Isfija sloučeny do města Ir Karmel. Šlo o jediné drúzské město v Izraeli. Vytvoření města bylo součástí programu izraelské vlády, v jehož rámci mělo dojít ke slučování obcí a tím k zefektivnění místní správy a samosprávy. Unie se ale neosvědčila. Město dlouhodobě čelilo špatné finanční situaci a dluhům. V roce 2009 byla například do obou jeho částí kvůli nespláceným účtům přerušena společností Mekorot dodávka vody. Na přání místních obyvatel bylo rozhodnuto město Ir Karmel rozpustit. 5. listopadu 2008 s tím souhlasil Kneset a v srpnu 2009 se obě původní historické obce, jež ho tvořily, osamostatnily.

## Demografie
Isfija je město s ryze arabskou populací, ve které převládají ze 78 % izraelští Drúzové. 17 % obyvatel jsou arabští křesťané, 5 % arabští muslimové. Uvádí se tu i několik Židů. K 31. prosinci 2015 zde žilo 11 800 lidí.
| Rok            | 1922 | 1931  | 1945  | 1955  | 1961  | 1972  | 1983  | 1995  | 2000  | 2001  | 2002  | 2009   | 2010   | 2011   | 2012   | 2013   | 2014   | 2015   |
| -------------- | ---- | ----- | ----- | ----- | ----- | ----- | ----- | ----- | ----- | ----- | ----- | ------ | ------ | ------ | ------ | ------ | ------ | ------ |
| Počet obyvatel | 733  | 1 105 | 1 790 | 2 400 | 2 903 | 4 252 | 6 322 | 8 220 | 9 100 | 9 380 | 9 300 | 10 536 | 10 800 | 11 100 | 11 300 | 11 600 | 11 700 | 11 800 |

* údaje za roky 1955, 2000, 2002 a od roku 2010 zaokrouhleny na stovky